# ECHT – Unsere Jugend
Echt – Unsere Jugend ist eine Dokumentarfilm-Trilogie der 2002 aufgelösten Band Echt mit bis dahin nicht veröffentlichten, privaten Aufnahmen. Von Autor und Regisseur Kim Frank, dem damaligen Sänger der Band, als Coming-of-Age-Filme angelegt, hatte der Dreiteiler am 22. November 2023 im Festsaal Kreuzberg in Berlin Premiere.

## Inhalt
Die drei von Kim Frank aus dem Off erzählten Filme Alles wird sich ändern, Freischwimmer und Stehengeblieben zeigen das Heranwachsen der Mitglieder der als Schülerband beginnenden Musikgruppe Echt im Kontext ihres Aufstiegs und Falls in der deutschsprachigen Musik- und Medienlandschaft um die Jahrtausendwende aus ihrer persönlichen Sicht.
Als Grundlage für die Dokumentationen diente rund 250 Stunden filmisches Rohmaterial, das die Bandmitglieder und enge Vertraute während des Bestehens der Band gefilmt hatten.

## Rezeption

### Allgemein
Die Filmreihe stieß auf ein großes Medieninteresse. Mit bereits innerhalb des ersten Monats 1,7 Millionen Aufrufen in der ARD-Mediathek gehörte sie außerdem zu den von den Zuschauern meist geschauten Dokumentationen des Jahres 2023 in der ARD.
Die Redaktion der Filmempfehlungscommunity Moviepilot wählte die Reihe auf Platz 7 der besten Serien des Jahres 2023.
Laut der Redaktion des Musikmagazins Rolling Stone zählt Kim Franks Echt – unsere Jugend neben Klassikern wie Michael Wadleighs Woodstock (1970) und No Direction Home – Bob Dylan (2005) von Martin Scorsese zu fünfundzwanzig Musikdokus, die man „unbedingt gesehen haben“ sollte.
2024 wurde Echt – unsere Jugend auf dem Dokumentarfilmkongress Dokville im Haus des Dokumentarfilms eine Case Study gewidmet.
Bei der Nominierung für den Deutschen Fernsehpreis im selben Jahr wurde hervorgehoben, dass Kim Frank „Amateurvideos von damals und die Aufnahmen von TV-Auftritten, Musikclips und aktuelle Interviews zu einer ebenso spannenden wie melancholischen Coming-of-Age Doku“ montiert habe, die „beeindruckend ehrlich, emotional – und echt“ sei. Beim Gewinn des JAA! 2024 lobte die Jury die „herausragende dramaturgische Sogwirkung“ der Reihe.
Im Dezember 2024 veröffentlichte Etienne Gardé ein durchweg positives Reaktionsvideo zur ersten Folge.
2025 wurde Kim Frank für den Dreiteiler mit dem Preis für Popkultur in der Kategorie „Bewegendste Geschichte“ ausgezeichnet.

### Kritiken
Über die Reihe sind ausschließlich positive Kritiken bekannt. Veit-Luca Roth schrieb auf Quotenmeter.de, man könne sich nach dem Anschauen bei Frank „nur bedanken für eine wirklich toll erzählte und sehr stimmige Doku-Serie“.
Felix Bayer bemerkte für Der Spiegel die Schonungslosigkeit von Echt – unsere Jugend und sah eine „eindrucksvolle ARD-Doku“.
Daniel Gerhardt von Die Zeit sah Filme, in denen „man Echt als Widerstandskämpfer kennenlernt. Gegen den Manager und die Plattenfirma, gegen die Bravo und die Bild-Zeitung, gegen Harald Schmidt und versnobte Rockfans, aber auch gegen eigene Dämonen und gegeneinander“ und bezeichnet die Doku als „Schlüsselmoment der Millennial-Nostalgie“.
Roland Weber konstatierte in Junge Welt: „Die Aufnahmen sind faszinierend, da sich die Band von Anfang an privat gefilmt hat. So erfährt der Zuschauer nicht nur von Diskussionen um Liveauftritte im Fernsehen und Streitigkeiten mit dem Manager, sondern wird Zeuge einer kollektiven Coming-of-age-Geschichte – mit allem, was dazugehört. Zugleich funktioniert die Doku als ein Porträt der späten 90er Jahre und zeigt, wieviel sich seitdem verändert hat“.
Für ihre Rezension in Der Standard hob Astrid Ebenführer hervor: „Dass die Dokureihe keine allzu kitschig-nostalgische Retro-Zeitreise in Richtung 90er-Jahre wird, liegt auch an Kim Franks ziemlich gescheiter Auswahl und seiner Einordnung, die mit Kritik am Musikbusiness […] und auch an Medien nicht spart.“
Julia Nothacker vom Berliner Kurier fühlte sich überwältigt von der „Ehrlichkeit, mit der er die Geschichte der Band äußerst liebevoll, aber auch ungeschönt erzählt“ werde. „Ich könnte so viel mehr Schönes über diese einmalige Doku erzählen, doch gerecht werden kann ich ihr damit nicht. Wer wie ich ein Teenie Ende der 1990er Jahre war, muss sie selbst sehen, nein, erleben – die Doku ist ein Erlebnis.“

## Sonstiges
Der Start der ARD-Produktion wurde mit einem Auftritt von Kim Frank im ZDF Magazin Royale flankiert. Begleitet vom Rundfunk-Tanzorchester Ehrenfeld sang er hier nach Jahren wieder öffentlich ein Medley der größten Hits seiner damaligen Band, während Jan Böhmermann auf die nahende Veröffentlichung der Miniserie in der ARD-Mediathek hinwies.
In Ergänzung der ARD-Doku wurde zeitgleich mit ihrem Erscheinen am 23. November 2023 die frühere Fanpage der Band, die u. a. ein umfangreiches Pressearchiv beinhaltet, wieder online geschaltet. Die deutsche TV-Premiere fand am 8. Dezember 2023 im NDR statt. Weitere Ausstrahlungen folgten.
Die Titelsequenzen der drei Teile von ECHT – Unsere Jugend weisen den Zuschauer jeweils darauf hin, dass „ein Film von Echt“ gezeigt werde, was im scheinbaren Widerspruch zur Auflösung der Band im Jahr 2002 steht. In einem Interview anlässlich der Veröffentlichung wies Frank ausdrücklich darauf hin, dass keine Wiedervereinigung von Echt als Musikgruppe geplant sei.
Im Januar 2024 wurde den Filmen noch eine vierte Folge als Bonus hinzugefügt, die ebenfalls in der ARD-Mediathek erschien. Diese wurde im Dezember 2023 in den H.O.M.E.-Studios in Hamburg-Eimsbüttel gedreht und beschäftigt sich u. a. mit den Reaktionen, welche die Bandmitglieder auf die Veröffentlichung der Reihe erfahren haben.

## Preise

### Auszeichnungen
- JAA! 2024 (Beste Factual/Doku-Serie oder -Reihe)[16]
- Preis für Popkultur 2025 (Bewegendste Geschichte)

### Nominierungen
- Deutscher Fernsehpreis 2024 (Beste Montage Information/Dokumentation)[17]